# Manuscrito de Bajshali
El Manuscrito de Bajshali es un antiguo texto matemático indio escrito en corteza de abedul que se encontró en 1881 en la aldea de Bajshali, distrito de Mardan (cerca de Peshawar en el actual Pakistán). Es quizás 'el manuscrito más antiguo existente en matemática india.
Para algunas partes analizadas se propuso una datación por radiocarbono de entre los años 224 y 383, mientras que para otras partes se obtenía una datacién de entre el 885 y 993 en un estudio reciente, aunque ha sido criticada por especialistas por motivos metodológicos (Plofker et al., 2017 y Houben, 2018). 
El manuscrito contiene el registro indio más antiguo conocido del número cero. Está escrito en sánscrito con una influencia significativa de dialectos locales.

## Descubrimiento
El manuscrito fue desenterrado de un campo en 1881, por un campesino en la aldea de Bajshali, que está cerca de Mardan, ahora en Jaiber Pastunjuá, Pakistán. La primera aproximación al manuscrito fue realizada por Rudolf Hoernlé. Y al morir, tomó el relevo G. R. Kaye, que editó el trabajo y lo publicó como libro en 1927.
El manuscrito existente está incompleto y consta de setenta hojas de corteza de abedul, [4] [7] cuyo orden se desconoce. Está en la Biblioteca Bodleiana de la Universidad de Oxford (MS. Sánscrito. D. 14), y se previene que es demasiado frágil para ser examinado por académicos.

## Contenido

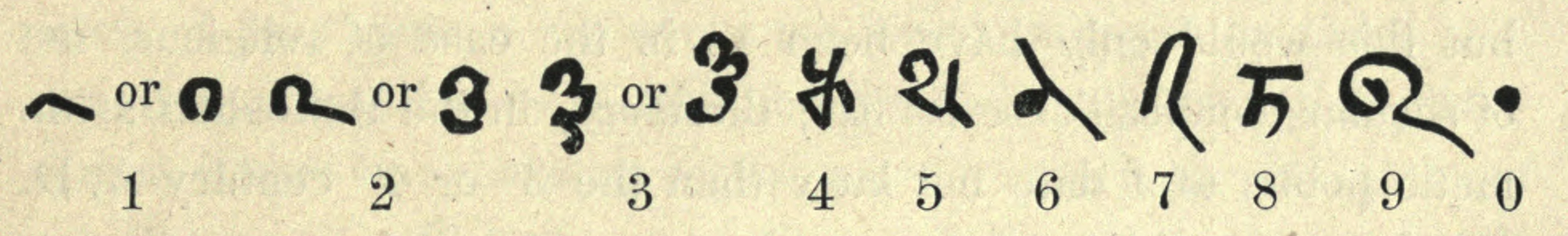
Los números utilizados en el manuscrito de Bajshali, datan de algún momento entre los siglos III y VII.

El manuscrito es un compendio de reglas y ejemplos ilustrativos. Cada ejemplo es planteado como un problema matemático, describiendo la solución y se verifica que el problema ha sido resuelto. Los problemas de muestra están en verso y el comentario está en prosa, asociado con cálculos. Los problemas implican aritmética, álgebra y geometría, incluyendo la medición. Los temas tratados incluyen fracciones, raíces cuadradas, progresiones aritméticas y geométricas, soluciones de ecuaciones simples, ecuaciones lineales simultáneas, ecuaciones de segundo grado y ecuaciones indeterminadas de segundo grado.

## Composición
El manuscrito está escrito en una forma temprana de escritura sharada, que es conocida por haber sido utilizada, fundamentalmente, desde el siglo VIII al XII en la parte noroccidental de la India, como en el caso de Cachemira y regiones vecinas. El idioma del manuscrito, aunque destinado a ser sánscrito, fue significativamente influenciado en su fonética y morfología por un dialecto o dialectos locales, y algunas de las peculiaridades lingüísticas resultantes del texto son compartidos con el sánscrito híbrido budista. Estos dialectos, aunque comparten afinidades con el apabhramsa y con el antiguo cachemir, no han podido ser identificados con precisión. Es probable que la mayoría de las reglas y ejemplos se hayan compuesto originalmente en sánscrito, mientras que una de las secciones fue escrita completamente en un dialecto. Es posible que el manuscrito sea una recopilación de fragmentos de diferentes obras compuestas en diferentes idiomas. Hayashi admite que algunas de las irregularidades se deben a errores de los escribas o pueden ser también ortográficas.
Un colofón de una de las secciones dice que fue escrito por un brahmán identificado como 'el hijo de Chajaka', un 'rey de los cálculos', para el uso del hijo de Vasiṣṭha, Hasika. El brahmán pudo haber sido el autor del comentario y el escriba del manuscrito. Cerca del colofón, aparece una palabra rota rtikāvati, que ha sido interpretada como el lugar que Mārtikāvata mencionado por Varaja Mijira como en el noroeste de la India (junto con Takṣaśilā o Gandhāra), el supuesto lugar donde podría haberse escrito el manuscrito.

### Matemáticas
El manuscrito es una compilación de reglas y ejemplos matemáticos (en verso) y comentarios en prosa sobre estos versículos. Por lo general, se proporciona una regla, con uno o más ejemplos, donde cada ejemplo va seguido de una 'declaración' (nyāsa/sthāpanā) de la información numérica del ejemplo en forma tabular, luego un cálculo que resuelve el ejemplo siguiendo la regla paso a paso mientras se cita, y finalmente una verificación para confirmar que la solución satisface el problema. Es un estilo similar al del comentario de Bhāskara I sobre el capítulo gaṇita (matemático) del Aryabhatiya, incluido el énfasis en la verificación que se volvió obsoleta en trabajos posteriores.
Las reglas son algoritmos y técnicas para una variedad de problemas, tales como sistemas de ecuaciones lineales, ecuaciones cuadráticas, progresiones aritméticas y series aritmético-geométricas, cálculo aproximado de raíces cuadradas, tratamiento con números negativos (pérdidas y ganancias), mediciones como la finura del oro, etc.

### Contexto matemático
El erudito Takao Hayashi ha comparado el texto del manuscrito con varios textos sánscritos. Menciona que un pasaje es una cita textual del Mahabharata. Compara pasajes similares en Ramayana, Vayupurana o Lokaprakasha de Kshemendra. Algunas de las reglas matemáticas también aparecen en Aryabhatiya de Aryabhatta, Aryabhatiyabhashya de Bhaskara I, Patiganita y Trairashika de Sridhara, Ganitasarasamgraha de Mahavira y Lilavati y Bijaganita de Bhaskara II.
El erudito Takao Hayashi ha comparado el texto del manuscrito con varios textos sánscritos. [4] Menciona que un pasaje es una cita textual del Mahabharata. Él discute pasajes similares en Ramayana, Vayupurana, Lokaprakasha de Kshemendra, etc. Algunas de las reglas matemáticas también aparecen en Aryabhatiya de Aryabhatta, Aryabhatiyabhashya de Bhaskara I, Patiganita y Trairashika de Sridhara, Ganitasarasamgraha de Mahavira y Bilaganitavati de Bijavira. Un manuscrito sin nombre, posterior a Thakkar Pheru, en la biblioteca de Patan Jain, una compilación de reglas matemáticas de varias fuentes se asemeja al manuscrito de Bakhshali, contiene datos en un ejemplo que son sorprendentemente similares. [Cita requerida]

### Numerales y cero

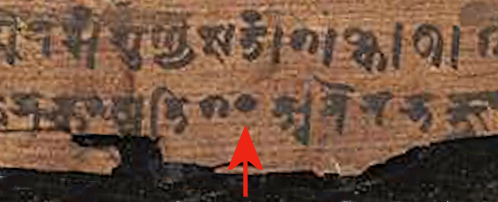
Manuscrito de Bajshali, detalle del numeral 'cero'.

El manuscrito de Bajshali utiliza numerales con un sistema de valor posicional, utilizando un punto como marcador de posición para el cero. El símbolo del punto llegó a llamarse shunya-bindu (literalmente, el punto del lugar vacío). Las referencias a este concepto se encuentran en Vasavadatta de Subandhu, que ha sido fechado entre 385 y 465 por el erudito Maan Singh.
Antes de la datación por carbono de 2017, se pensaba que una inscripción de cero del siglo IX en la pared de un templo en Gwalior, Madhya Pradesh, era el uso indio más antiguo del símbolo cero.